# Gilbert du Motier de La Fayette
Marie-Joseph Paul Yves Roch Gilbert du Motier, beter bekend als Marquis de La Fayette (Chavaniac-Lafayette, 6 september 1757 – Parijs, 20 mei 1834), was een Frans aristocraat die beroemd werd vanwege zijn rol in de Amerikaanse onafhankelijkheidsstrijd en de Franse Revolutie. Volgens Alphonse de Lamartine gaf hij de democratie haar karakter: de eerlijkheid.

## Gezin en nageslacht

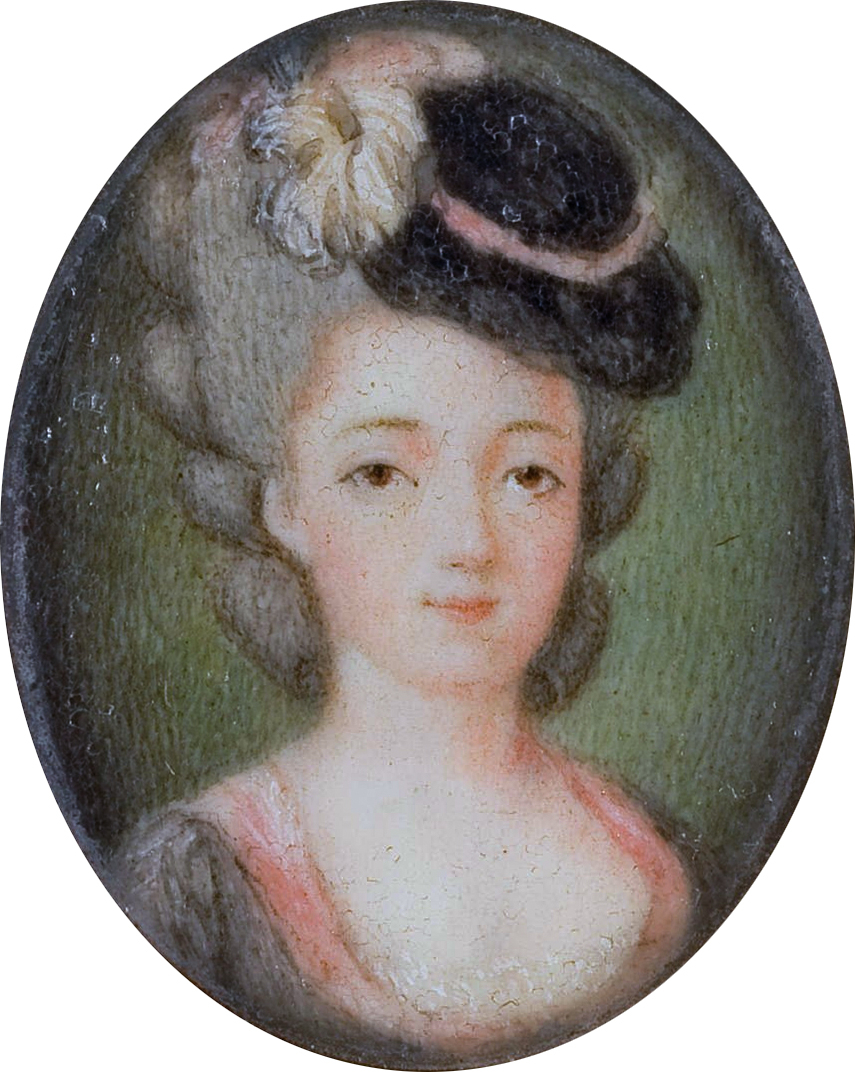
Marie Adrienne Françoise La Fayette-de Noailles
(laat-18e-eeuwse miniatuur)

Marie-Joseph Paul du Motier werd geboren op het kasteel van Chavaniac in Auvergne als nazaat van een adellijke familie. De titel van markies was verbonden aan een landgoed in Aix-la-Fayette, dat in de 13e eeuw in het bezit was gekomen van de familie Motier. Zijn vader overleed in Minden (Duitsland) in 1759. Zijn moeder en grootvader overleden in 1770. Zo werd hij op 13-jarige leeftijd een wees en steenrijk. La Fayette volgde een opleiding aan het prestigieuze Lycée Louis-le-Grand en net als zijn vader koos hij voor een militaire opleiding.
Op zijn zestiende trouwde hij met de adellijke Marie Adrienne Françoise de Noailles (1759-1807), de dochter van de hertog van Ayen en kleindochter van de hertog van Noailles, een van de invloedrijkste families in het Franse koninkrijk. Uit het huwelijk werden vier kinderen geboren, 1 zoon en drie dochters, waarvan afstamming tot op heden, waaronder de Belgische koninklijke familie.

### Kinderen
- Henriette (1776-1778) ;

Wapenschild van Markies de la Fayette

- Anastasie (1777-1863), gehuwd met Juste-Charles de Latour-Maubourg (1774-1824); voorouders van Koning Filip van België langs moederszijde.
- Georges Washington de La Fayette (1779-1849), gehuwd met Émilie Destutt de Tracy
- Virginie (1782-1849), gehuwd met Louis de Lasteyrie du Saillant (1781-1826)

## De Amerikaanse onafhankelijkheidsstrijd
In 1772 nam La Fayette dienst in het Franse leger en werd in Metz tot kapitein benoemd. Hij werd beïnvloed door de ideeën van Abbé Raynal en was 19 jaar toen de Engelse koloniën in Amerika zich op 4 juli-1776 onafhankelijk verklaarden. La Fayette besloot zich aan te bieden aan de Amerikanen, waar de Franse revolutionaire ideeën in praktijk werden gebracht. Hij plande een bezoek van drie weken aan zijn oom, de Franse ambassadeur in Londen. In de Engelse hoofdstad weigerde La Fayette op een van de vele diners een toost op de Engelse koning uit te brengen. Terug in Frankrijk kreeg hij opdracht om zich aan te sluiten bij een voormalig legeronderdeel van zijn vader. Ook de Engelsen, die lucht kregen van zijn plannen, waren in zijn inhechtenisneming geïnteresseerd. La Fayette deed niet wat hem was opgedragen en toen een arrestatiebevel tegen hem was uitgevaardigd, vertrok hij in april 1777 als vrouw verkleed met het door hem zelf aangeschafte, uitgeruste en bemande schip La Victoire, om zich aan te sluiten bij de Amerikaanse onafhankelijkheidsstrijders. Na een zeereis van twee maanden kwam hij aan in Charleston en voegde zich na twee weken bij het Continental Congress in Philadelphia. De leden van het Congress bleken niet erg gesteld op Franse gelukzoekers, maar na enige weken werd hij opgenomen in de militie van de Amerikaanse koloniën als majoor-generaal, evenwel zonder enige bevoegdheid. La Fayette overwoog een terugkeer, maar werd ten slotte toch nog toegevoegd als aide-de-camp van George Washington. Zijn status bleef echter een heet hangijzer.
In 1778 erkende Frankrijk als eerste land de Verenigde Staten. In februari 1779 kreeg hij opdracht naar Frankrijk te vertrekken om koning Lodewijk XVI te bewegen naast geld ook troepen te zenden. In Frankrijk werd hij eerst twee weken opgesloten, maar het publiek droeg hem op handen en de koning herstelde hem in zijn voormalige positie. Met een toezegging van militaire hulp (5.000 man en vijf schepen) vertrok hij een half jaar later (19 maart 1780) met het fregat Hermione naar de Amerikaanse oostkust, waar George Washington hem het commando over een drietal regimenten in de staat Virginia toebedeelde. Hij nam deel aan de beslissende slag bij Yorktown, die in oktober 1781 leidde tot de capitulatie van Charles Cornwallis.

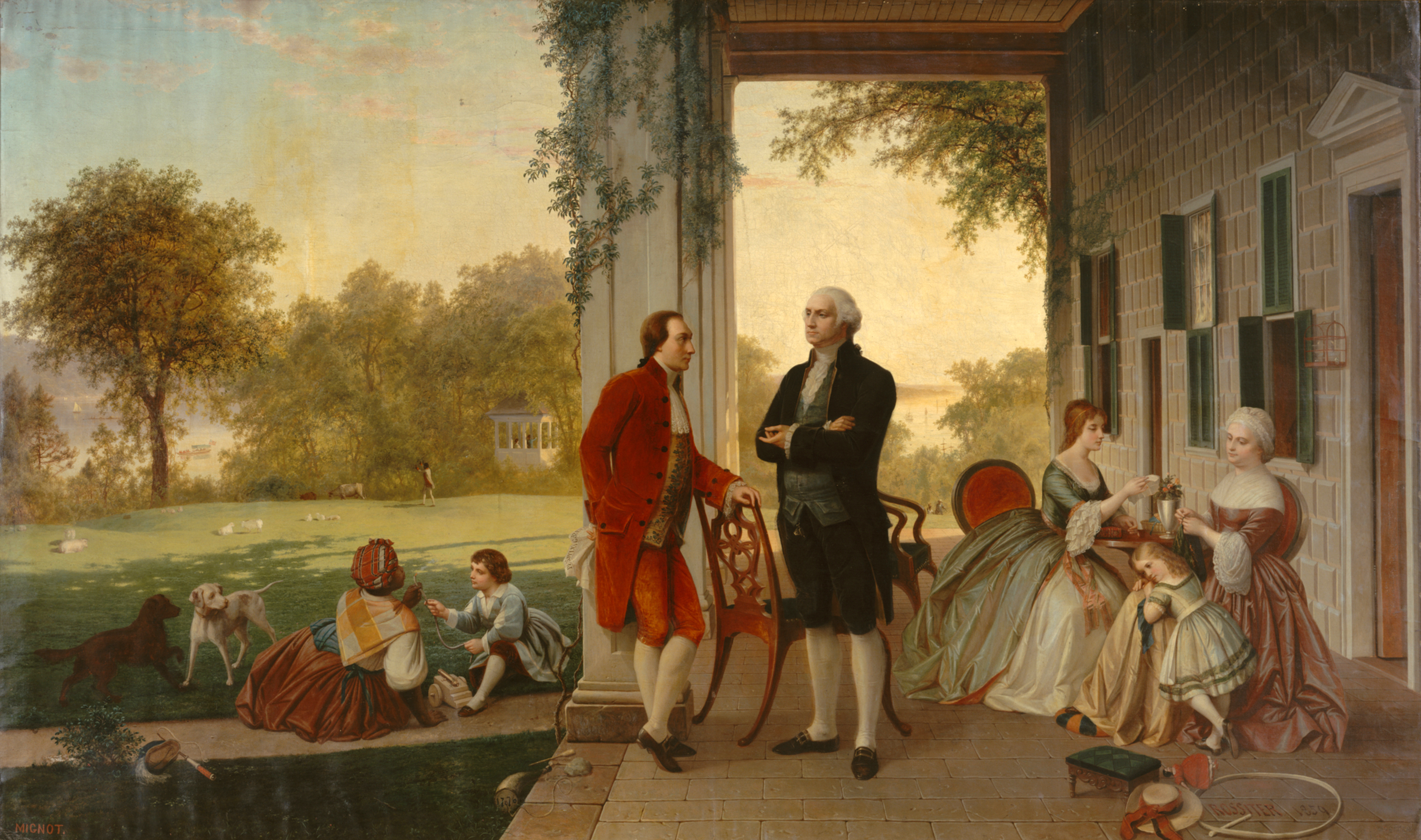
Washington and Lafayette at Mount Vernon, 1784 (The Home of Washington after the War)
(1859), Thomas Prichard Rossiter en Louis Rémy Mignot, The Met

In december 1781 keerde La Fayette terug naar zijn vaderland, waar hij, een aantal rangen overslaand, tot maarschalk werd gepromoveerd. Na de Vrede van Parijs (1783) was militaire hulp aan de VS niet meer nodig en La Fayette legde zich toe op verbetering van de landbouw en emancipatie van de slaven op zijn pas verworven plantage in Cayenne. In 1784 bezocht hij bijna alle toenmalige Amerikaanse staten en werd officieel erkend als staatsburger, naast allerlei andere fraaiigheden, zoals een titel aan Harvard en toelating tot het Gezelschap der Cincinnati. Terug in Parijs werkte hij nauw samen met de Amerikaanse gezanten Benjamin Franklin en Thomas Jefferson. In 1788 zou hij behoord hebben tot een van de oprichters van Société des amis des Noirs. Het gezelschap ontstond op initiatief van Jacques Pierre Brissot vlak voor de Franse Revolutie en had onmiddellijke afschaffing van de slavernij tot doel.
La Fayette onderhield nauwe banden met de Nederlandse patriotten die in 1787 naar Noord-Frankrijk waren gevlucht. Hij overlegde met hun voormannen, de gematigde Pieter Paulus en Van Hogendorp van Hofwegen over de toekenning van uitkeringen. Hij gaf François Adriaan van der Kemp aanbevelingsbrieven mee, die in 1789 naar Amerika wilde emigreren, nadat hij in de Republiek der Zeven Verenigde Nederlanden ter dood was veroordeeld.

## De Franse Revolutie
In april richtte hij een sociëteit op met bevriende gematigde revolutionairen. Hij was een van de negentig patriottische afgevaardigden. Op 23 juni greep hij naar zijn degen, toen de koning de Vergadering opdracht gaf, afzonderlijk in standen te vergaderen. In juli 1789 werd hij benoemd tot commandant van de burgerlijke militie. De invulling die hij aan deze post gaf gedurende de revolutie is raadselachtig. Hij zou zich bemoeid hebben met het opstellen van een Verklaring van de rechten van de mens en de burger voor de Nationale Grondwetgevende Vergadering., De markies was erop uit een verzoening tot stand te brengen. De politiek van La Fayette werd gesteund door een flink deel van de pers. Al spoedig wilde hij aftreden, evenals de burgemeester Bailly. Toen de Parijzenaren op 5 oktober 1789 naar Versailles trokken om Lodewijk XVI om brood te vragen, moest La Fayette het bevel wel op zich nemen. Hij was niet in staat de invasie te voorkomen van 20.000 of 200.000 Parijzenaren, onder wie veel vrouwen. De koning werd na een nachtelijke vergadering gedwongen te verhuizen naar de Tuilerieën, dat al honderd jaar niet meer werd gebruikt. Men verweet La Fayette dat hij niet genoeg deed om de razernij tegen te houden. Hij liet naar verluidt een deur niet bewaken om het Hans Axel von Fersen mogelijk te maken de koningin te bezoeken.
Hij is zijn belofte nagekomen, de koning werd geen haar gekrenkt. Mirabeau had zijn waardigheid verloren door knielend de hand van Marie Antoinette te kussen. La Fayette of Danton gaven haar te kennen dat het beter was om van de koning te scheiden, in het belang van de staat. Sindsdien kon zij hem niet meer zien zonder opgewonden te geraken. La Fayette kon het moeilijk verkroppen dat hij uit de gunst van de koninklijke familie was geraakt.

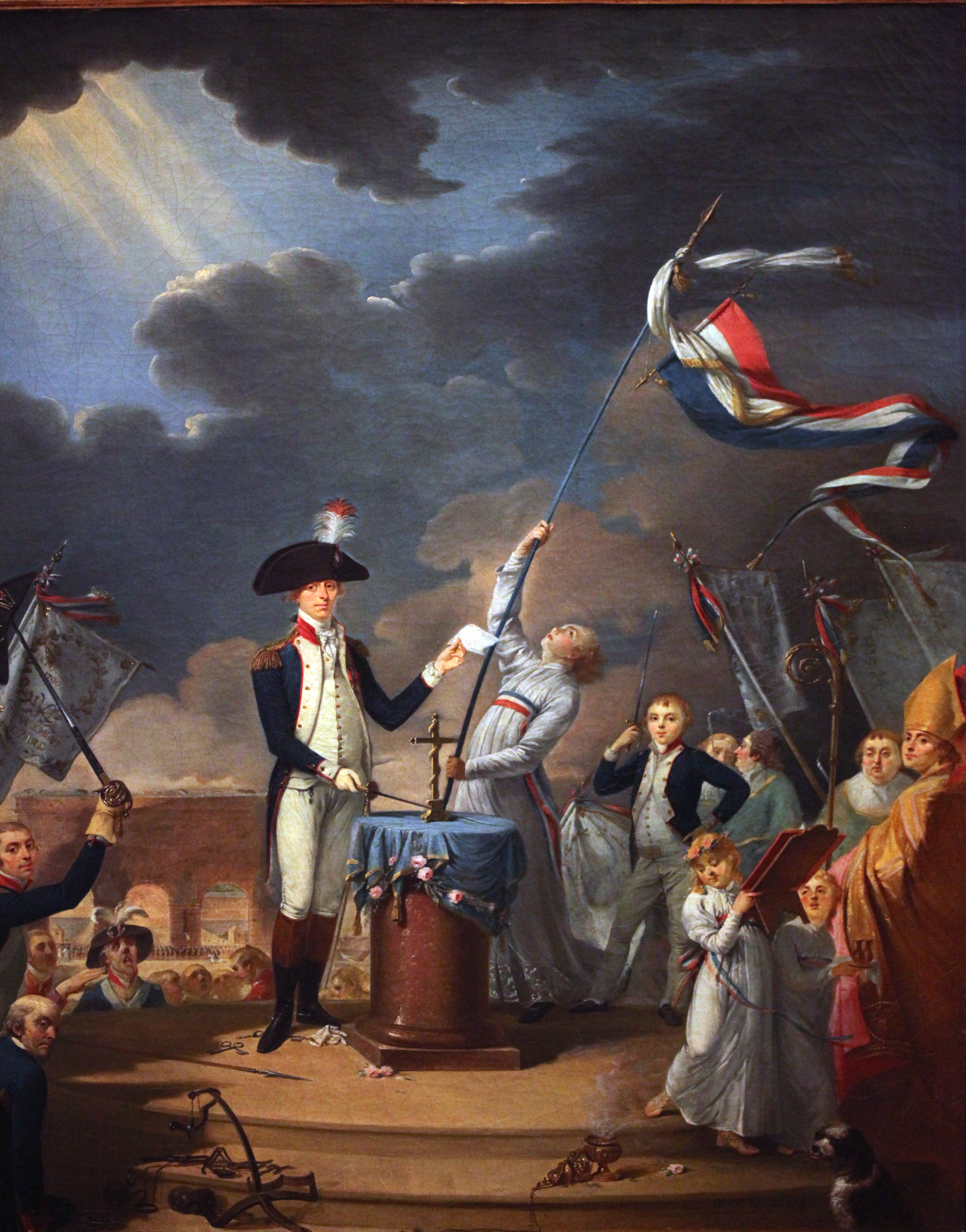
La Fayette op 14 juli 1790
(ca. 1790/1791), Musée Carnavalet

Op 19 juni 1790 diende hij een voorstel bij de Nationale Grondwetgevende Vergadering in om de adellijke titels af te schaffen. Er werden bovendien 38 buitenlanders in de Assemblée toegelaten, onder wie elf Nederlanders. Op 14 juli 1790, het Fête de la Fédération, legden La Fayette, de Nationale Vergadering en de koning de eed van trouw aan resp. de koning, de wet en de natie af. 's Avonds danste heel Parijs binnen- of buitenshuis. La Fayette, de indrukwekkendste politicus in Frankrijk, scheen als grote overwinnaar naar voren te komen.
Ondertussen keerden de graaf van Mirabeau en Jean-Paul Marat zich tegen La Fayette. Op voorstel van La Fayette zou een amnestie worden afgekondigd voor revolutionaire vergrijpen. Hij wilde de grondwet herzien, de kiesdrempel verhogen en de macht van de koning verhogen. Op 31 augustus 1791 werd de muiterij door soldaten in de stad Nancy onderdrukt. La Fayette schreef aan zijn neef dat er een exemplarisch voorbeeld van tucht moest worden gesteld om verdere ontbinding tegen te gaan. Op 2 september braken rellen uit in Parijs en er vielen een onbekend aantal doden. Op 4 september nam Necker zijn ontslag. Toen de koninklijke familie vluchtte, gaf La Fayette het bevel de vluchtelingen weer terug te brengen. De royalistische Feuillants werden opgericht en de cordeliers vergrootten hun invloed op de jakobijnen. Camille Desmoulins greep de gelegenheid om met La Fayette af te rekenen. La Fayette nam ontslag bij de Nationale Garde, maar werd op 16 november 1791 niet gekozen als burgemeester van Parijs, dat werd Pétion.

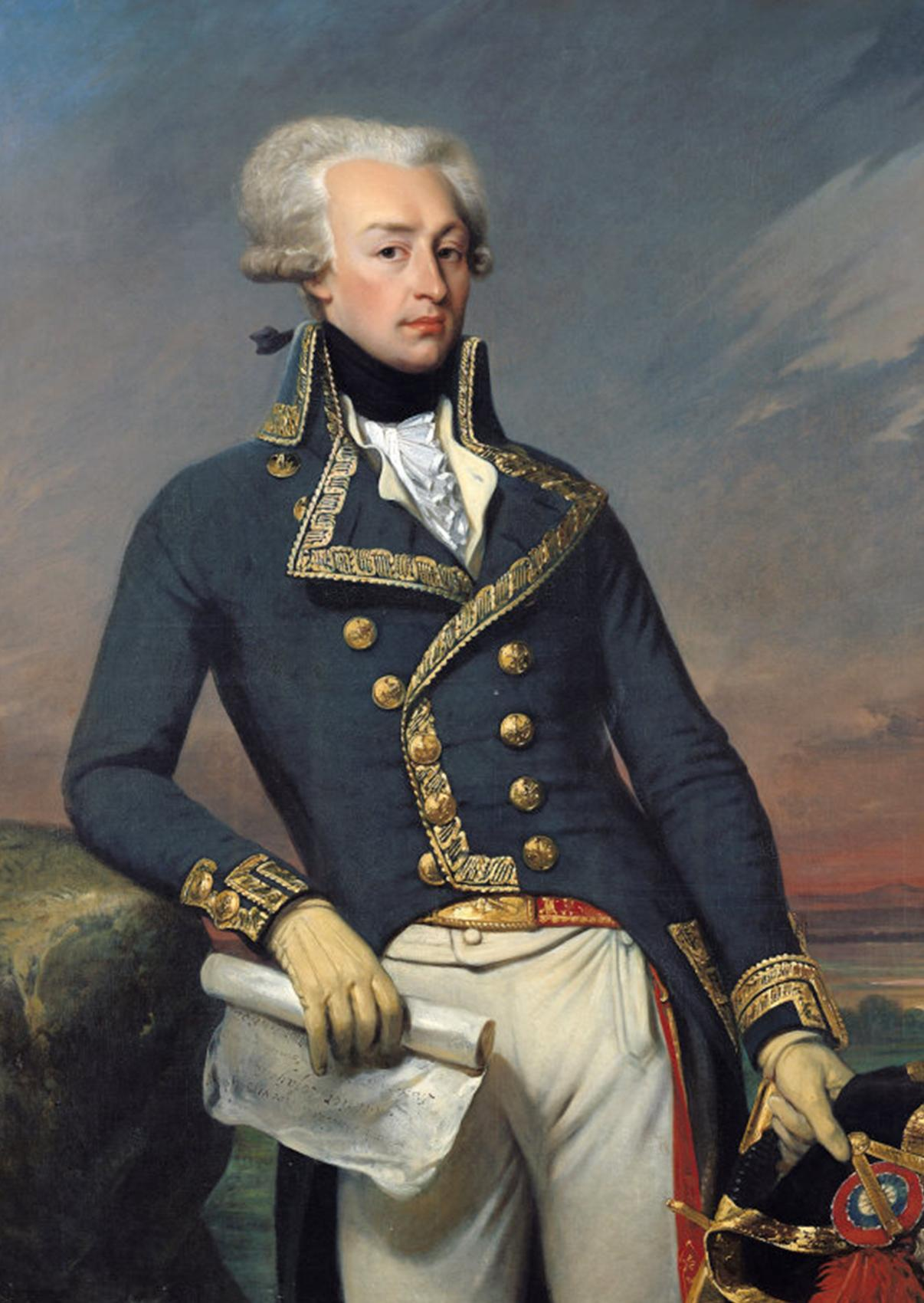
Markies de La Fayette als Luitenant Generaal in 1792
(1834), Joseph-Désiré Court, Kasteel van Versailles

In december 1791 werden drie legers gevormd om de Oostenrijkse troepen aan het oostelijke front terug te drijven. La Fayette nam het commando van een van deze legers op zich. Maar toen hij constateerde dat het leven van het koningspaar dagelijks meer en meer bedreigd werd, keerde hij zich tegen de jakobijnen, met de intentie zijn leger te gebruiken om de constitutionele monarchie te herstellen. Op 10 maart werd een aantal ministers, onder wie La Fayette, buitenspel gezet. La Fayette was niet op zijn taak berekend; hij was meer politicus dan generaal. Op 18 juni vroeg hij de Assemblée een halt toe te roepen aan de democratische beweging. Op 20 juni 1792 was de Nationale Garde de grote afwezige bij het Louvre, zodat volk en koning hier wederom oog in oog kwamen te staan (het was die dag dat Lodewijk XVI een door een demonstrant aangeboden fles rode wijn dronk en door koeiendrek liep om het volk te tonen dat hij «als het volk was», wat hem die dag waarschijnlijk gered heeft). Marie Antoinette, die het niet meer kon verdragen en de opdracht kreeg de kroonprins een Frygische muts op te zetten, verzuchtte: "Ik weet best dat meneer de La Fayette ons beschermt. Maar wie beschermt ons tegen meneer de La Fayette?" Op 28 juni eiste hij ontbinding van de Club der Jakobijnen en bestraffing van de verantwoordelijken van de manifestatie. LaFayette fungeerde als een soort opperscheidsrechter.

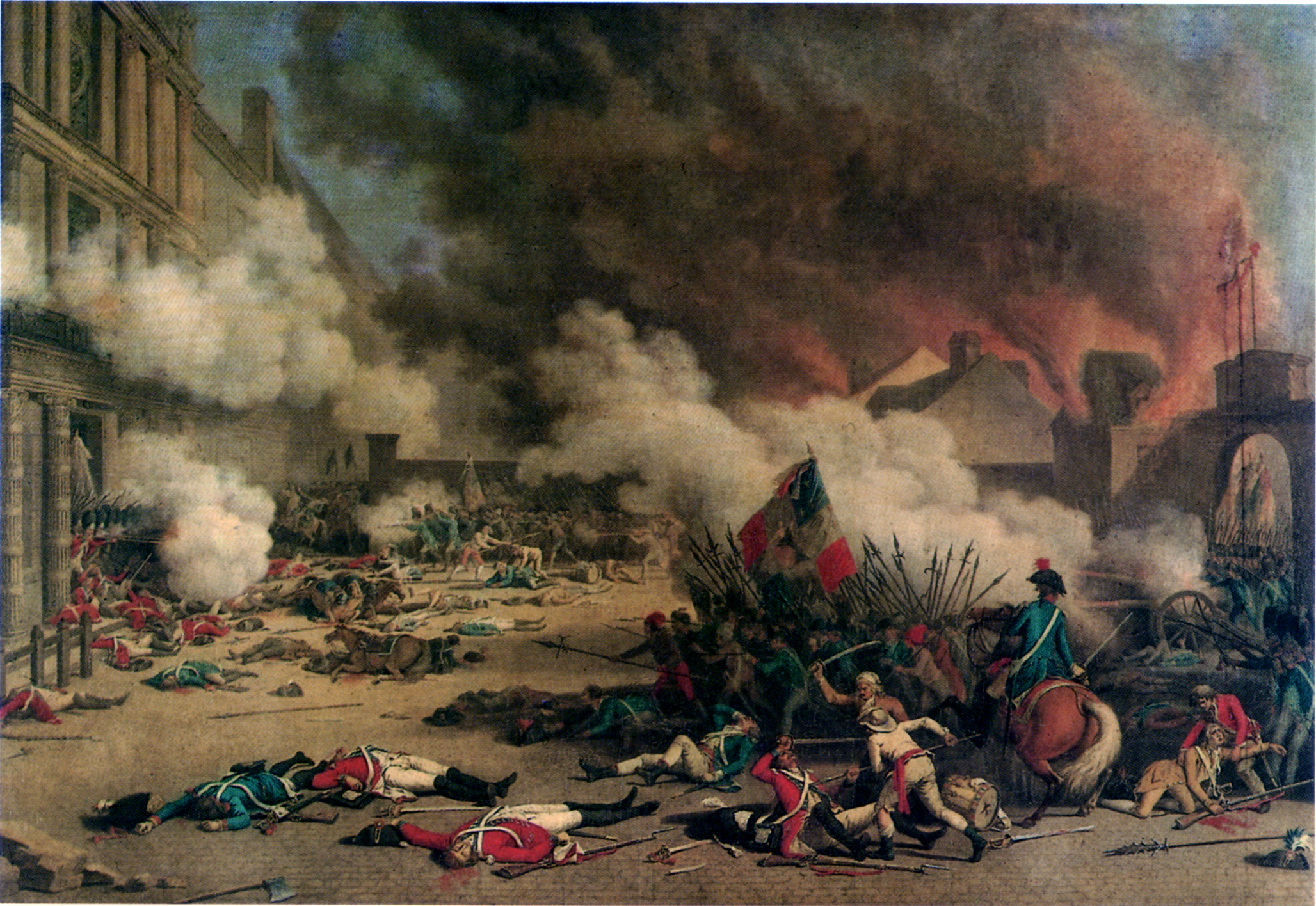
La prise des Tuileries (10 augustus 1792)
(1793), Jean Duplessi-Bertaux, Kasteel van Versailles

Op 17 juli 1791 verdrong het volk zich op het Champ-de-Mars; La Fayette kreeg de opdracht de massa uiteen te jagen. Op 10 augustus, bij de bestorming van de Tuilerieën bleek hij niet de sterke man te zijn om de revolutie te consolideren en liep over naar de Oostenrijkers in Luik. La Fayette werd aangeklaagd door Danton en een vrijheidsboom, door La Fayette geplant, werd uit de grond gerukt. Op 19 augustus 1792 werd hij door Danton tot landverrader verklaard. Hij werd gevangengenomen door de Pruisen bij Rochefort, en afgevoerd naar Maagdenburg. Hij is vervolgens door de Oostenrijkers drie jaar lang in Olmütz gevangengezet. Het Comité de Salut public verzekerde zich in het vervolg van de gehoorzaamheid van de generaals door schrikbewind.
Zijn bevrijding werd bewerkstelligd door Napoleon bij het verdrag van Campo-Formio in 1797. Het Directoire verbood hem niettemin naar Frankrijk terug te keren. Uiteindelijk keerde hij in 1799 terug; in 1802 weigerde hij de titel van consul; in 1804 stemde hij als senator tegen het toekennen van de keizerstitel aan Napoleon.

## Eerste Franse Keizerrijk
Gedurende het Eerste Franse Keizerrijk leidde La Fayette een teruggetrokken leven buiten het publiek bestuur en hij herstelde de banden met de Bourbons in 1814. Met Joseph Fouché maakte hij zich sterk voor de afzetting van de keizer. Met het eind van het Eerste Franse Keizerrijk keerde La Fayette terug op het politieke toneel. Hij werd gekozen tot afgevaardigde van Seine-et-Marne en eiste het aftreden van Napoleon I. In oktober 1818 als afgevaardigde van Sarthe en daarna wederom als afgevaardigde van Seine et Marne in september 1819, was hij een verklaard tegenstander van de Restauratie en aanhanger van de Charbonnerie in 1821. In november 1822 werd hij herkozen als afgevaardigde van Meaux, maar hij verloor de verkiezingen van 1823.
Hij vertrok opnieuw naar Amerika voor een triomftocht langs 182 steden van juli 1824 tot september 1825. Van het dankbare Amerikaanse volk ontving hij een gift van 200.000 dollar en 12.000 ha grond in Florida. Terug in Frankrijk, werd hij herkozen als afgevaardigde voor Meaux in juni 1827 en juli 1830.

## De Driedaagse Revolutie
Na de Driedaagse Revolutie van 27, 28 en 29 juli 1830 werd La Fayette door medestanders gevraagd om wederom op de politieke voorgrond te treden. Maar, wellicht omdat hij inmiddels 73 was, koos hij ervoor om Lodewijk-Philippe te ondersteunen. La Fayette was dan nog enige maanden commandant van de Nationale Garde.

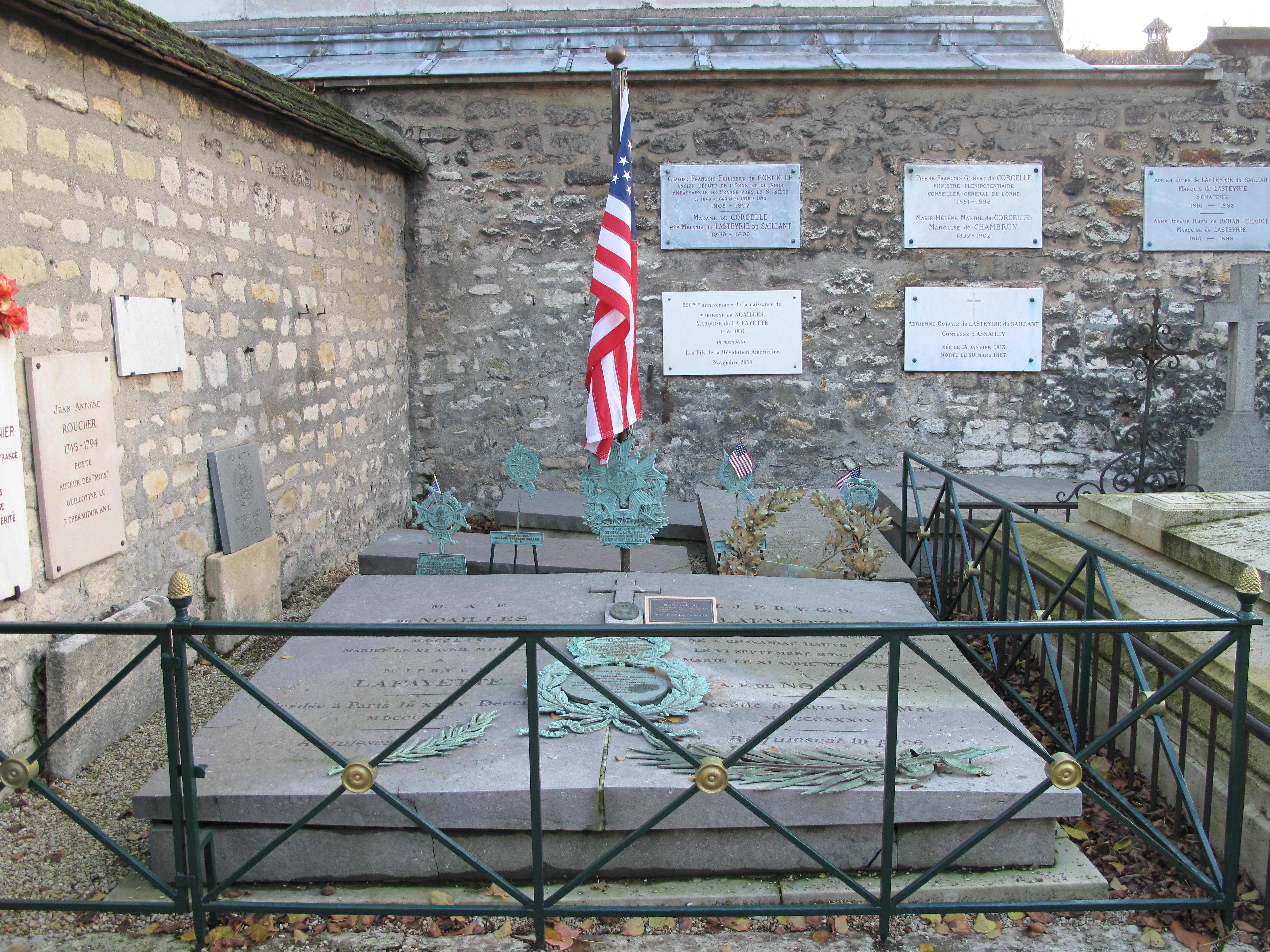
Grafzerk in Parijs

La Fayette overleed in Parijs op 20 mei 1834. Hij ligt begraven op het Cimétière de Picpus.

## Hommages aan La Fayette
- Zijn naam is een van de 670 namen gegraveerd op de Arc de Triomphe in Parijs (noordelijke pijler, kolom 3).
- Een standbeeld van de markies de La Fayette staat op het plein dat zijn naam draagt, voor het Witte Huis in Washington, D.C. Het memoreert zijn rol van betekenis bij de Amerikaanse onafhankelijkheidsstrijd.
- Op 8 augustus 2002 werd La Fayette postuum benoemd tot ereburger van de Verenigde Staten, een eer die tot op heden maar acht personen te beurt viel.
- Met Churchill is La Fayette de populairste buitenlander van de Verenigde Staten genoemd. Meer dan vijfentwintig plaatsen in verschillende staten heten Lafayette.
- De oorspronkelijke Franse adellijke achternaam La Fayette is in de Verenigde Staten een bijzondere voornaam.
- Er staat een standbeeld van La Fayette aan het justitiepaleis in Metz als herinnering aan zijn beslissing, om de Amerikanen te helpen bij hun onafhankelijkheidsstrijd, genomen in Metz.
- De wetenschappelijke naam van het Ceylonhoen luidt als eerbetoon aan La Fayette Gallus lafayettii.[24]
- La Fayette is een van de hoofdpersonages in de musical Hamilton. Hij werd van februari 2015 tot 15 juli 2016 gespeeld door Daveed Diggs, waarna diverse andere acteurs de rol overnamen.